# BioF.R.E.A.K.S.
BioF.R.E.A.K.S. (バイオフリークス) est un jeu vidéo de combat sorti en 1998 sur Nintendo 64, PlayStation et arcade. Le jeu a été développé par Saffire et édité par Midway.